# A Wopbopaloobop A Lopbamboom
A Wopbopaloobop A Lopbamboom ist ein luxemburgisch-deutscher Film von Andy Bausch aus dem Jahr 1989.

## Handlung
Rocco wird am 31. Dezember 1962 aus dem Gefängnis entlassen. Sein Traum ist es, nach Amerika zu gehen. Vorher will er zu Hause in Düdelingen noch Geld sparen und seine Freundin Vero besuchen. Dieser Silvesterabend endet tragisch.

## Produktion
Nach dem großen Erfolg seines letzten Films Troublemaker wurden einige deutsche Filmproduzenten auf Andy Bausch aufmerksam. Frankfurter Produzenten boten ihm an, einen Film für die ZDF-Reihe „Das kleine Fernsehspiel“ zu drehen. Andy Bausch und Armand Strainchamps, zwei Einheimische aus Düdelingen, schrieben daraufhin das Drehbuch für den Film A Wopbopaloobop A Lopbamboom. Inspiriert wurden sie durch die Filme von Elia Kazan und Marlon Brando aus den 1950er Jahren.
Der Film selbst, der an einem Tag und in einer Nacht in Düdelingen spielt, wurde im Januar 1989 in nur 15 Tagen in Esch an der Alzette gedreht, unter anderem auf dem Boulevard Aloyse Meyer und vor dem Eingang des Arbed-Geländes Schiffleng.

## Veröffentlichung
Die Fernsehpremiere fand am 19. Dezember 1989 im ZDF statt. Der Film wurde von 11.000 Zuschauern im Kino gesehen.

## Auszeichnungen
Der Film wurde im September 1989 auf dem Internationalen Filmfestival von San Sebastian gezeigt, wo Andy Bausch den ersten Preis in der Kategorie „Neue Regisseure“ erhielt.
Beim Europäischen Filmpreis 1990 wurden außerdem Gast Waltzing und Maggie Parke für ihre Musik nominiert und die Schauspielerin Sabine Berg wurde für die beste weibliche Nebenrolle nominiert.

## Triviales
Thierry van Werveke singt im Film das Lied Twist à Luxembourg, das in Luxemburg ein echter Hit wurde.
Der Titel des Films ist eine Anspielung auf das Lied Tutti Frutti von Little Richard, der singt: „A wop bop-b-luma b-lop bam bom“.

## Rezeption
Janet Maslin von der New York Times schrieb: „Der in strengem, erstickendem und unangemessenem Schwarzweiß fotografierte Film könnte zweifellos viele eindrucksvolle Standbilder liefern, die die Festivalbesucher zu Ticketkäufen verleiten, die sie später bereuen. Schon die ersten Minuten dieses Films mit dem Geräusch von tropfendem Wasser und dem Anblick eines schwenkbaren Oberlichts sind Hinweis genug. Später gibt es zahlreiche Nahaufnahmen von den Schuhen der Figuren. Es gibt viele lange Pausen und tiefe Schatten“.
Der Spiegel schrieb: „Bauschs Film ist mit solch autobiographischer Inbrunst konzipiert, dass der Zuschauer das Gefühl bekommt, er störe bei einer privaten Erinnerungsfeier“.
Dieter Deul schrieb in Die Welt: „Bausch inszenierte jenes moralische Mosaik fern von nostalgischer Verklärung, obgleich er mit den Nöten des amerikanischen Rebellenfilms jongliert, aber nicht kokettiert. Da fährt eine 'Vespa-Clique' ebenso mutig auf den Gleisen dem Zug entgegen,wie James Dean dem Abgrund in '...denn sie wissen nicht was sie tun'“.
Viviane Thill im Forum: „A wopbopaloobop a lopbamboom“ (1989) [ist] bei weitem Bauschs bester Film [...] Die kontrastreiche Schwarzweißfotografie, die schön mit den typischen Lichteffekten des Film noir spielt, der dichte Nebel und ein etwas abstrakter Vollmond hüllen diese archetypische, aber recht gut erzählte Geschichte in einen poetischen Irrealismus, der die Distanz und den Blick herstellt, die anderswo so schmerzlich vermisst werden.